# Eikenella
Eikenella es un género de bacterias gramnegativas de la familia Neisseriaceae. Su especie tipo es Eikenella corrodens.

## Taxonomía
A fecha de 2022, el género contiene cinco especies:
- Eikenella corrodens (Eiken 1958) Jackson & Goodman 1972
- Eikenella exigua Stormo et al. 2020
- Eikenella glucosivorans Hering et al. 2021
- Eikenella halliae Bernard et al. 2020
- Eikenella longinqua Bernard et al. 2020